# Citroën AX
El Citroën AX es un automóvil de turismo del segmento B producido por el fabricante francés Citroën entre 1986 y 1996.

## Historia

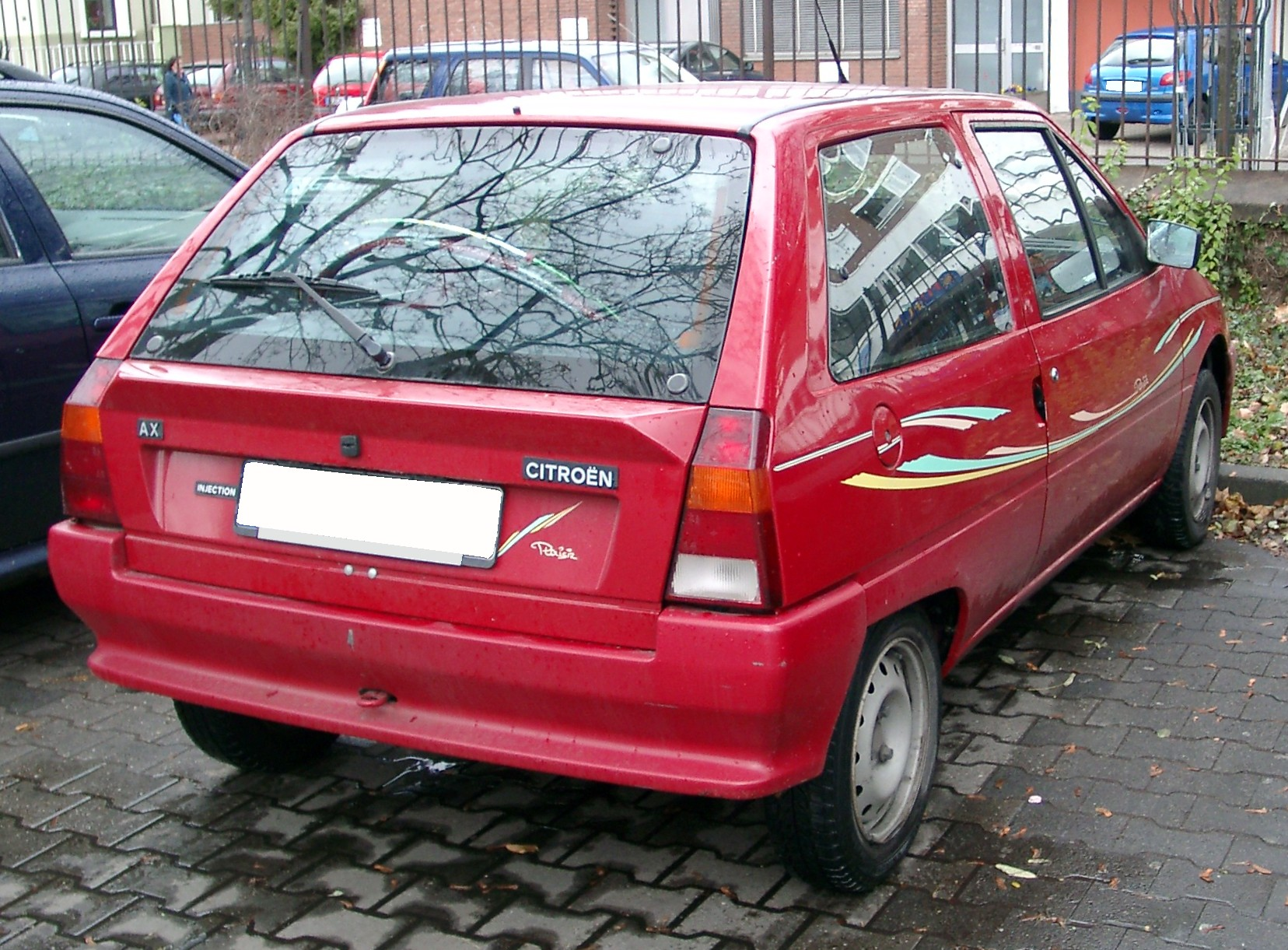
Posterior del AX tras su rediseño

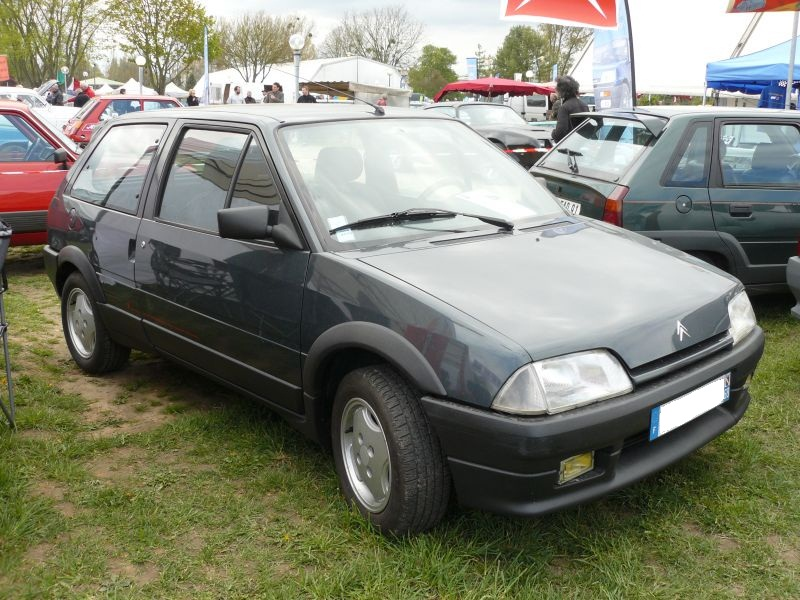
AX GTi av

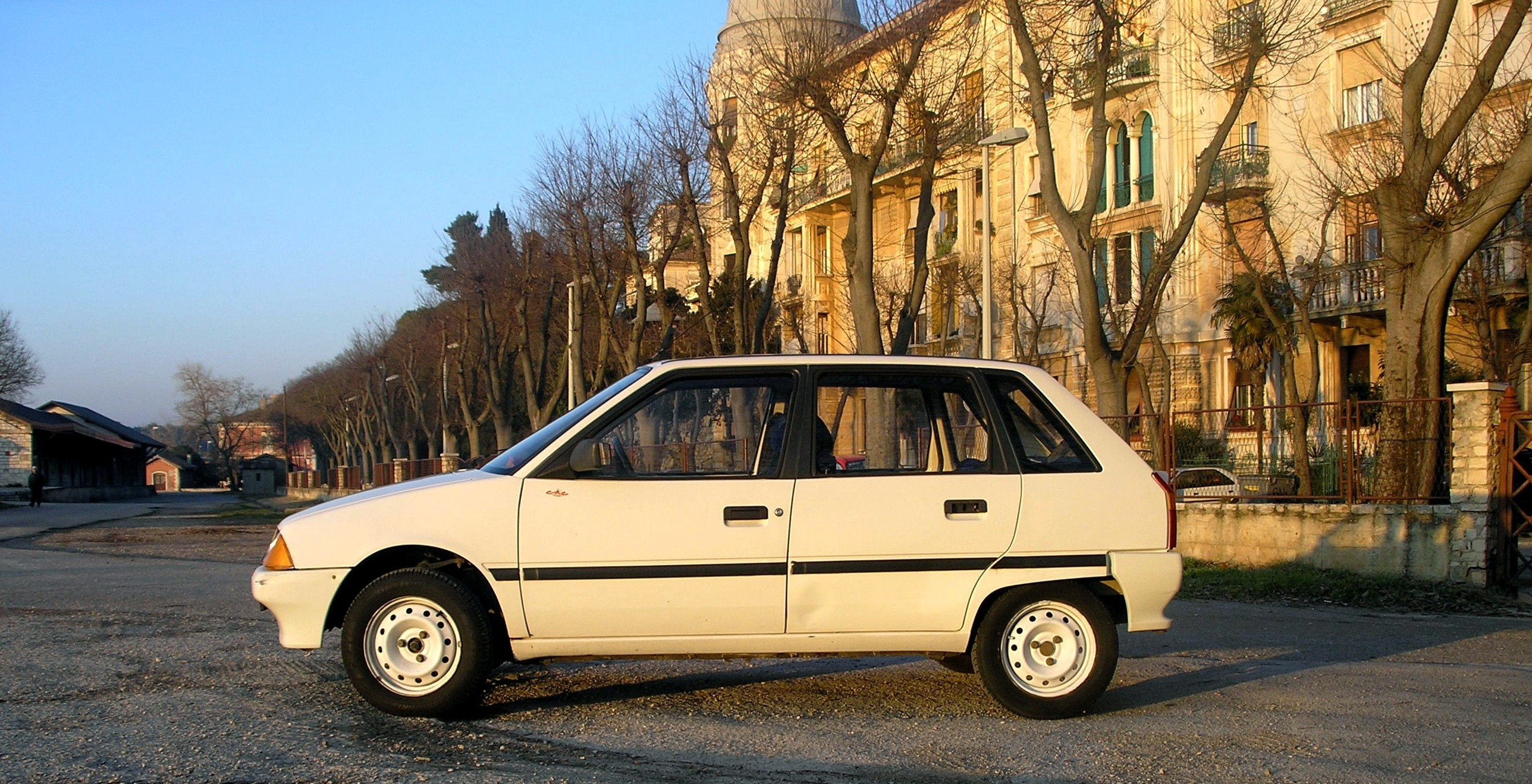
Citroën AX cinco puertas

El desarrollo de este modelo comenzó en 1983, e inicialmente iba a ser también la base de un modelo de Talbot para reemplazar al Samba. Sin embargo, la decadencia de la marca Talbot había conducido a Peugeot a clausurar la marca en la época en la que se lanzó el Citroën AX, y así la versión de Talbot nunca llegó a fabricarse.
El coche estaba disponible desde su lanzamiento el 2 de octubre de 1986 como un hatchback de tres puertas, con motores OHC  de la serie PSA TU. Una gama de modelos de cinco puertas fue agregada en 1987 y en 1988 se introdujo un motor diésel de 1,4 litros. La versión volante a la derecha para el mercado del Reino Unido fue lanzada en agosto de 1987, inicialmente solo como un hatchback de tres puertas, con una versión de cinco puertas incorporada a la gama un año más tarde. Este último fue sustituido posteriormente por una unidad de 1.5 litros. Los primeros coches tenían un problema con la caja de cambios, rectificado antes de alcanzar los mercados de exportación.
Es conocido por sus éxitos en los deportes de motor, en particular en rally y la conocida Copa AX y por el bajo consumo de combustibles de sus motores diésel (durante años se mantuvo como el automóvil de serie que menos consumía). El AX fue re-estilizado en febrero de 1992, llamándose Fase 2, momento en que mejoró notoriamente en calidad.
Sin embargo, el modelo entró en decadencia con la aparición de modelos mucho más innovadores y capaces, como el Seat Ibiza de segunda generación y el Volkswagen Polo de tercera generación. Por eso, Citroën decidió sustituirlo y lanzar en 1996 su sucesor con el nombre de Citroën Saxo, modelo que partía de la base del Peugeot 106 y ligeramente más grande que el Visa.El AX se siguió fabricando en Malasia bajo el nombre de Proton Tiara para algunos mercados asiáticos.
Es el sucesor del Citroën Visa y fue reemplazado por el Citroën Saxo.
Aún se considera un coche muy codiciado para competiciones de rally, siendo un duro rival para coches más modernos y potentes que él.

## Características
Es un cinco plazas con motor delantero transversal y tracción delantera, aunque hubo también una versión con tracción a las cuatro ruedas conectable.
El objetivo principal era crear un utilitario con mucho espacio interior y poco peso;de hecho, la versión con 3 puertas y motor 1.4 de gasolina pesaba 695 kg disponiendo de una relación peso/potencia superior al VW Golf GTI de la época. La carrocería seguía las líneas aerodinámicas de la marca, que conseguía una resistencia al aire cx de 0,31, bastante aceptable para su época. Esto, junto con su ligereza, le hacía contar con una excelente relación prestaciones/consumo.

## Motorizaciones
La gama de motores incluía modelos de gasolina 1.0 con carburación atmosférica y 45 cv; 1.0 inyección y 50 cv; 1.1 carburación y 55 cv; 1.1 litros inyección y 60 CV; 1.360 y 75 cv, 85 cv en versión GT, 95 cv en versión Sport bicarburado y con una versión potenciada a 100 cv montada en el AX GTI; y 1.5 diésel y 55 cv sin turbo. También existió un motor eléctrico, en unidades limitadas, para ver su funcionamiento y rendimiento ante el público, su potencia era de 27 CV, alcanzando así los 110 km/h mientras que su autonomía era de 80 a 100 km, también incorporaba el mecanismo de aire acondicionado mediante electricidad y no mediante un sistema mecánico dependiente directamente del motor de combustión como ocurría en los demás modelos.
| Periodo                        | 1986-1992             | 1992-1998                                     | 1986-1992             | 1992-1998                               | 1986-1990                | 1986-1988             | 1988-1992             | 1992-1998                               | 1987-1992             | 1991-1992             | 1992-1995             |                       |                       |                       |                       |                       |                       |
| Identificación del motor       | TU9 K                 | TU9 M/Z                                       | TU1 K                 | TU1 M/Z                                 | TU2 A                    | TU3 A                 | TU3 A/K               | TU3 M/Z                                 | TU3 S                 | TU3 FJ2/K             | TU FJ2/Z              |                       |                       |                       |                       |                       |                       |
| Tipo de motor                  | L4 8v, carburación    | L4 8v, inyección monopunto, catalizador       | L4 8v, carburación    | L4 8v, inyección monopunto, catalizador | L4 8v, doble carburación | L4 8v, carburación    | L4 8v, carburación    | L4 8v, inyección monopunto, catalizador | L4 8v, carburación    | L4 8v                 | L4 8v, catalizador    |                       |                       |                       |                       |                       |                       |
| Diámetro x carrera             | 70.0 mm × 62.0 mm     | 70.0 mm × 62.0 mm                             | 72.0 mm × 69.0 mm     | 72.0 mm × 69.0 mm                       | 75.0 mm × 73.0 mm        | 75.0 mm × 77.0 mm     | 75.0 mm × 77.0 mm     | 75.0 mm × 77.0 mm                       | 75.0 mm × 77.0 mm     | 75.0 mm × 77.0 mm     | 75.0 mm × 77.0 mm     |                       |                       |                       |                       |                       |                       |
| Cilindrada                     | 954 cm³               | 954 cm³                                       | 1124 cm³              | 1124 cm³                                | 1294 cm³                 | 1360 cm³              | 1360 cm³              | 1360 cm³                                | 1360 cm³              | 1360 cm³              | 1360 cm³              |                       |                       |                       |                       |                       |                       |
| Relación de compresión         | 9.4: 1                | 9.4: 1                                        | 9.7: 1                | 9.4: 1                                  | 9.6: 1                   | 9.3: 1                | 9.3: 1                | 9.3: 1                                  | 9.3: 1                | 9.6: 1                | 9.6: 1                |                       |                       |                       |                       |                       |                       |
| Potencia máxima: CV (kW) @ rpm | 45 CV (33 kW) @ 5200  | 50 CV (36 kW) @ 6000                          | 55 CV (40 kW) @ 5800  | 60 CV (44 kW) @ 6200                    | 95 CV (70 kW) @ 6800     | 65 CV (48 kW) @ 5400  | 70 CV (51 kW) @ 5600  | 75 CV (55 kW) @ 6200                    | 85 CV (62 kW) @ 6400  | 98 CV (73 kW) @ 6800  | 94 CV (69 kW) @ 6600  |                       |                       |                       |                       |                       |                       |
| Par máximo: Nm @ rpm           | 73 Nm @ 2400          | 73 Nm @ 3700                                  | 89 Nm @ 3200          | 87 Nm @ 3800                            | 113 Nm @ 5000            | 112 Nm @ 3000         | 111 Nm @ 3400         | 111 Nm @ 3400                           | 116 Nm @ 4000         | 123 Nm @ 4200         | 117 Nm @ 4200         |                       |                       |                       |                       |                       |                       |
| Tracción                       | Delantera             | Delantera                                     | Delantera             | Delantera                               | Delantera                | Delantera             | Delantera             | Delantera / Total                       | Delantera             | Delantera             | Delantera             |                       |                       |                       |                       |                       |                       |
| Transmisión                    | Manual, 4 velocidades | Manual, 4 velocidades / Manual, 5 velocidades | Manual, 5 velocidades | Manual, 5 velocidades                   | Manual, 5 velocidades    | Manual, 5 velocidades | Manual, 5 velocidades | Manual, 5 velocidades                   | Manual, 5 velocidades | Manual, 5 velocidades | Manual, 5 velocidades | Manual, 5 velocidades | Manual, 5 velocidades | Manual, 5 velocidades | Manual, 5 velocidades | Manual, 5 velocidades | Manual, 5 velocidades |
| Peso                           | 640 kg                | 650 kg                                        | 645 kg                | 690 kg                                  | 715 kg                   | 695 kg                | 705 kg                | 790 kg                                  | 745 kg                | 795 kg                | 795 kg                |                       |                       |                       |                       |                       |                       |
| Aceleración (0-100 km/h)       | 17.9 s                | 17.2 s                                        | 13.2 s                | 13.7 s                                  | 8.8 s                    | 11.4 s                | 10.8 s                | 10.7 s                                  | 9.6 s                 | 8.7 s                 | 9.4 s                 |                       |                       |                       |                       |                       |                       |
| Velocidad máxima               | 145 km/h              | 150 km/h                                      | 158 km/h              | 167 km/h                                | 186 km/h                 | 168 km/h              | 170 km/h              | 173 km/h                                | 180 km/h              | 190 km/h              | 186 km/h              |                       |                       |                       |                       |                       |                       |
| Consumo combinado (L/100 km)   | 5.0                   | 5.8                                           | 5.1                   | 5.8                                     | 7.7                      | 5.7                   | 5.7                   | 6.4                                     | 6.4                   | 6.7                   | 6.6                   |                       |                       |                       |                       |                       |                       |

| Periodo                        | 1989-1994             | 1992-1994             | 1994-1996             |                       |           |
| Identificación del motor       | TUD3 (K9A)            | TUD3 Y (K9Y)          | TUD5 Y/L3 (VJY)       |                       |           |
| Tipo de motor                  | L4 8v                 | L4 8v, catalizador    | L4 8v, catalizador    |                       |           |
| Diámetro x carrera             | 75.0 mm × 77.0 mm     | 75.0 mm × 77.0 mm     | 77.0 mm × 82.0 mm     |                       |           |
| Cilindrada                     | 1360 cm³              | 1360 cm³              | 1527 cm³              |                       |           |
| Relación de compresión         | 22.0: 1               | 22.0: 1               | 23.0: 1               |                       |           |
| Potencia máxima: CV (kW) @ rpm | 53 CV (39 kW) @ 5000  | 50 CV (37 kW) @ 5000  | 58 CV (42 kW) @ 5000  |                       |           |
| Par máximo: Nm @ rpm           | 84 Nm @ 2500          | 82 Nm @ 2500          | 95 Nm @ 2500          |                       |           |
| Tracción                       | Delantera             | Delantera             | Delantera             | Delantera             | Delantera |
| Transmisión                    | Manual, 5 velocidades | Manual, 5 velocidades | Manual, 5 velocidades | Manual, 5 velocidades |           |
| Peso                           | 720 kg                | 725 kg                | 805 kg                |                       |           |
| Aceleración 0–100 km/h         | 16.5 s                | 17.9 s                | 15.7 s                |                       |           |
| Velocidad máxima               | 155 km/h              | 150 km/h              | 158 km/h              |                       |           |
| Consumo combinado (L/100 km)   | 4.6                   | 4.3                   | 4.5                   |                       |           |

## Prototipos
- AX convertible denominado con el nombre Xanthia Salón de París de 1988
- AX Evasión presentado en el Salón de París de 1988.
- AX ECO Concept 1993
- AX Electrique 1994.[6]

## Modelos
| VDS  | Modelo        | Producción |
| ---- | ------------- | ---------- |
| ZAZA | AX 10 E       | 1986–1990  |
| ZAZA | AX Ten        | 1991–UK    |
| ZAZA | AX 10 RE      | 1987–1989  |
| ZAZB | AX 10 RE      | 1987–1988  |
| ZALH | AX 10         | 1992–UK    |
| ZAZB | AX 11 RE      | 1988–1990  |
| ZAZB | AX 11 TE      | 1990–1991  |
| ZAZB | AX 11 TGE     | 1990–1991  |
| ZAZB | AX 11 TRE     | 1987–1989  |
| ZAZB | AX 11 TRS     | 1990–1991  |
| ZAZA | AX 11         | 1992–1994  |
| ZAZP | AX 11         | 1994–UK    |
| ZADA | AX 11         | 1994–UK    |
| ZAZC | AX 11         | 1994–UK    |
| ZAZC | AX 14 TRS     | 1987–1990  |
| ZAZC | AX 14 TZX     | 1991–1991  |
| ZADD | AX 14         | 1992–1994  |
| ZAZD | AX 14         | 1992–1994  |
| ZAZD | AX GT         | 1988–1992  |
| ZADD | AX 14 GT      | 1992–1994  |
| ZAZW | AX GT         | 1994–UK    |
| ZADN | AX GTi        | 1991–1992  |
| ZADM | AX GTi        | 1992–UK    |
| ZALB | AX 4x4        | 1991–1992  |
| ZALF | AX 4x4        | 1992–UK    |
| ZAZL | AX Sport      | 1987–1991  |
| ZAZA | AX K-Way      | 1988–1991  |
| ZAZA | AX Spot       | 1991–1991  |
| ZAZB | AX Image      | 1991–1991  |
| ZAZB | AX Thalassa   | 1991–1991  |
| ZAZD | AX Volcane    | 1991–1991  |
| ZAZT | AX 14 D       | 1990–1991  |
| ZAZT | AX 14 RD      | 1989–1990  |
| ZAZT | AX 14 TGD     | 1991–1992  |
| ZAZT | AX D          | 1992–1994  |
| ZADF | AX 14 D       | 1994–UK    |
| ZAKH | AX 15 D       | 1994–UK    |
| ZAZH | AX 10 E       | 1988–1989  |
| ZAZH | AX 10 RE      | 1988–1993  |
| ZAZH | AX Ten        | 1991–1993  |
| ZALJ | AX 10         | 1992–UK    |
| ZAZJ | AX 11 TGE     | 1990–1991  |
| ZAZJ | AX 11 RE      | 1988–1989  |
| ZAZJ | AX 11 TE      | 1990–1991  |
| ZAZJ | AX 11 TRE     | 1988–1989  |
| ZAZJ | AX 11 TRS     | 1990–1991  |
| ZADB | AX 11         | 1992–1994  |
| ZAZ5 | AX 11         | 1994–UK    |
| ZAZB | AX 11         | 1994–UK    |
| ZAZK | AX 11         | 1994–UK    |
| ZAZK | AX 14 TRS     | 1988–1990  |
| ZAZK | AX 14 TZS     | 1988–1989  |
| ZAZK | AX 14 TZX     | 1991–1991  |
| ZAZE | AX 14         | 1992–1994  |
| ZAZY | AX 14         | 1994–UK    |
| ZAZX | AX 14         | 1994–UK    |
| ZAZY | AX GT         | 1990–1992  |
| ZADE | AX GT         | 1992–1994  |
| ZAZY | AX 14         | 1994–UK    |
| ZAZX | AX 14         | 1994–UK    |
| ZAZY | AX GT         | 1990–1992  |
| ZADE | AX GT         | 1992–1994  |
| ZAZU | AX 4x4        | 1991–1992  |
| ZALG | AX 4x4        | 1992–UK    |
| ZAZH | AX K Way      | 1988–1991  |
| ZAZJ | AX Image      | 1991–1991  |
| ZAZJ | AX Thalassa   | 1991–1991  |
| ZAZU | AX 14 D       | 1989–1991  |
| ZAZU | AX 14 RD      | 1989–1990  |
| ZAZU | AX 14 TRD     | 1989–1991  |
| ZAZU | AX 14 TGD     | 1991–1991  |
| ZAZU | AX 14 D       | 1992–1994  |
| ZADG | AX 14 D       | 1994–UK    |
| ZAKJ | AX 15 D       | 1994–UK    |
| ZAZU | AX Image D    | 1991–1991  |
| ZAZU | AX Thalassa D | 1991–1991  |
| ZAXZ | AX Electrique | 1993–1996  |

## Derivados

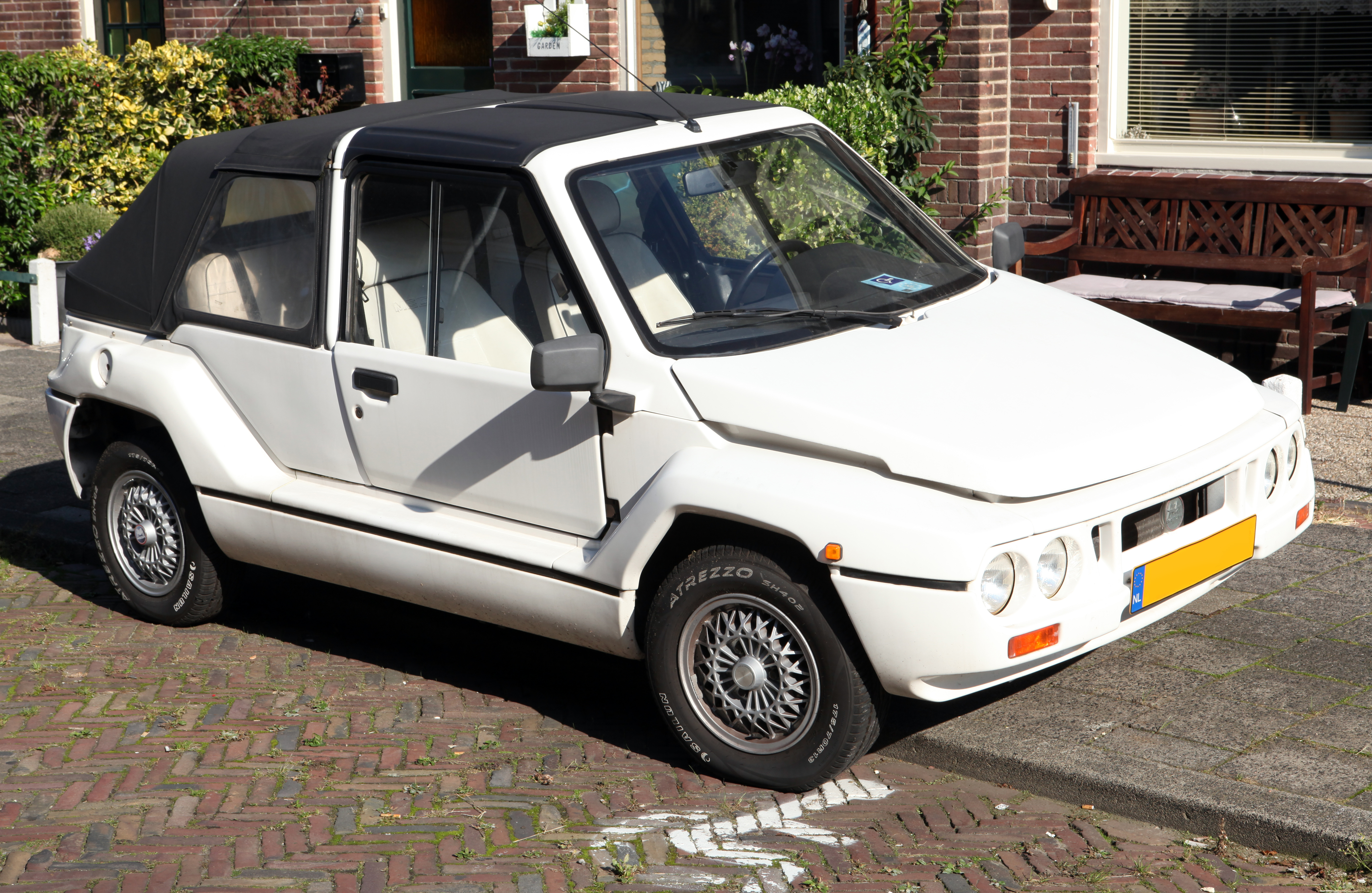
Mega Club cabriolet

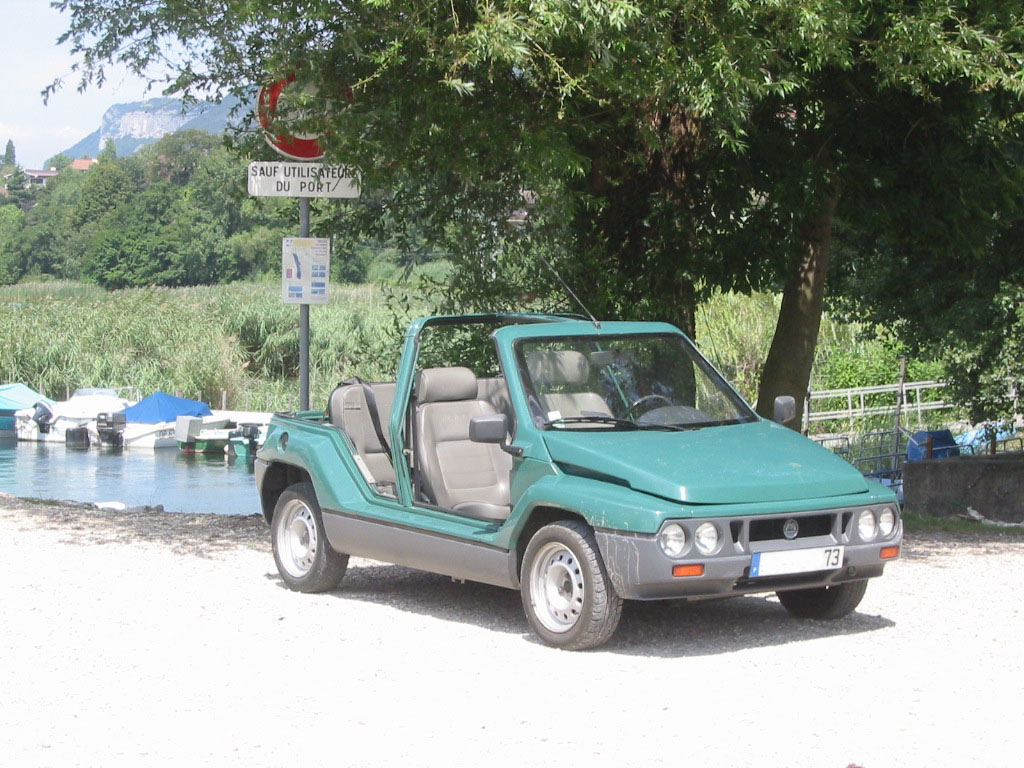
Mega Ranch cabriolet

En 1996, MDI montó el motor EV3 (motor de aire) en un Citroën AX estándar. Heuliez presentó una versión familiar llamada AX Evasion en el Salón del Automóvil de 1988.
Además de las versiones conocidas documentadas, Citroën también produjo algunas variantes poco comunes.
Citroën también construyó un prototipo llamado Xanthia basado en el AX.
El Citroën AX BB Cabrio era un pequeño roadster derivado del AX (1988). En Portugal, el concesionario Citroën Benjamin Barral, de Amadora (Lisboa), creó una versión descapotable no oficial en la década de 1980, hasta aproximadamente 1996, llamada BB AX Cabrio, originalmente propulsada por el motor AX GT de 1.4 L con carburador de doble estrangulación, pero posteriormente disponible con cualquier motor que equipase el AX de 3 puertas.
En un momento dado, la empresa matriz PSA Peugeot Citroën planeó lanzar un sustituto del Talbot Samba como versión del AX con una parrilla diferente y el emblema de Talbot, pero este plan se canceló, ya que la marca Talbot se eliminó por completo de los turismos en 1987, tras varios años de descenso en las ventas.
Citroën también lanzó el modelo AX Pistes Rouges 4WD 1400, basado en el motor estándar del AX GT de tres puertas y 1360 cc, pero con un sistema único de tracción a las cuatro ruedas desarrollado y producido por la empresa francesa Dangel entre 1992 y 1994.
La empresa automovilística malasia Proton produjo una versión del Citroën AX, el Proton Tiara, entre 1996 y 2000.

### Mega Club/Ranch
Aixam Mega fabricó en su momento una versión derivada del AX llamada Mega Club y Mega Ranch. Estaba inspirada en el Méhari, con carrocería de plástico y una versión descapotable opcional, con tracción a dos o cuatro ruedas. Se discontinuó en 1998, tras la fabricación de casi 1000 unidades. Una versión de competición del Mega Club, con chasis tubular, compitió en el Trofeo Andros a principios de 1990, pero con motores Ford y Honda.

### Citroen AX Electrique

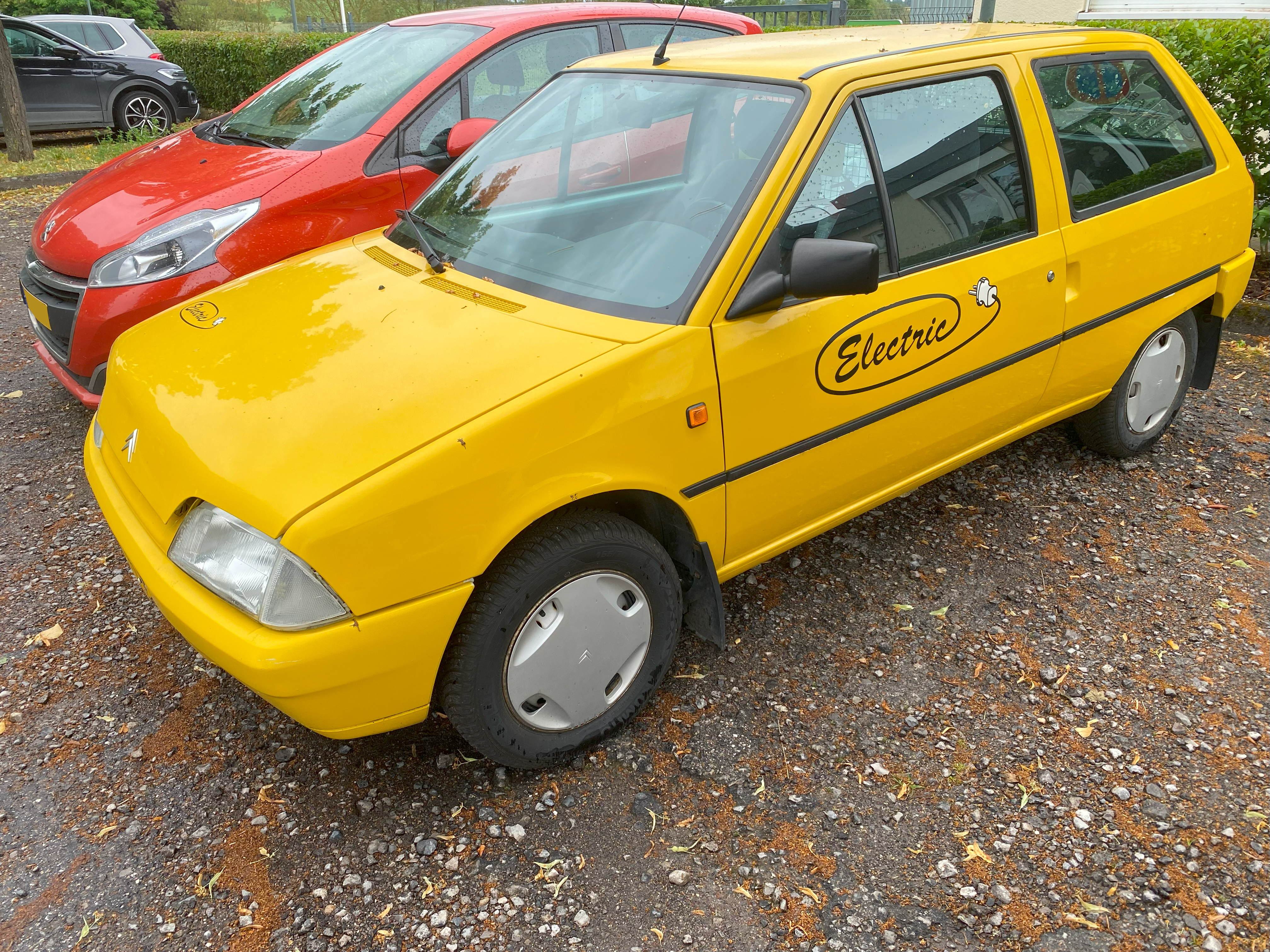
Citroën AX Electrique

Citroën produjo una serie de 374 AX Electriques desde diciembre de 1993 hasta 1996. El automóvil contaba con una batería de níquel-cadmio (NiCad) de 100 Ah refrigerada por líquido que funcionaba a 120 V combinada con un motor eléctrico de 20 kW (26 hp) que era capaz de alcanzar esta cifra de potencia máxima durante períodos cortos de tiempo. Pero tenía una potencia nominal de tan solo 11 kW (15 CV). Citroën estimó una autonomía de unos 75 km y una velocidad máxima de 90 km/h. La aceleración de 0 a 50 km/h se estima en 8,3 segundos. El coche también contaba con un sistema de carga rápida patentado que utilizaba los mismos pines de entrada utilizados para cargar el coche en casa, y había varias estaciones de carga rápida patentadas ubicadas en Francia que permitían que el coche se recargara 20 km en 10 minutos según el folleto de Citroën. El Citroën AX eléctrico fue sucedido por el Citroën Saxo eléctrico.
Una versión modificada del Citroën AX eléctrico que utiliza baterías de fosfato de hierro y litio (LiFePO4) de CEA-Liten, una organización de investigación financiada por el gobierno francés. En 2011, estableció un récord mundial al recorrer 1280 km con un vehículo eléctrico en 24 horas, utilizando una técnica de relevos, con conducción y carga rápida. La versión modificada del coche incorporaba una batería de LiFePO4 de 14 kWh en lugar de la batería original de NiCad, lo que le permitía recorrer entre 105 y 115 km antes de cargarlo rápidamente en 38 minutos para la siguiente etapa del relevo.